# Arne Ole David
Arne Ole Jacobi David (4. juni 1894 i København – 4. januar 1977) var en dansk skuespiller, instruktør og filmcensor.
Han debuterede i 1918 på Betty Nansen Teatret i Amalie Skrams Agnete som boghandleren Fenger, var i 1943-46 engageret på Odense Teater som sceneinstruktør og skuespiller. Derudover arbejdede han blandt andet som filmcensor fra 1946 til 1969.

## Udvalgt filmografi
- 1934: Ud i den kolde sne
- 1934: Barken Margrethe af Danmark
- 1938: Alarm
- 1941: Frøken Kirkemus
- 1947: Sikken en nat
- 1954: Arvingen